# Sigambra phuketensis
Sigambra phuketensis är en ringmaskart som beskrevs av Licher och Wesheide 1997. Sigambra phuketensis ingår i släktet Sigambra och familjen Pilargidae. Inga underarter finns listade i Catalogue of Life.